# Катастрофа Як-40 под Нижневартовском
Катастрофа Як-40 под Нижневартовском — авиационная катастрофа, произошедшая воскресным вечером 24 января 1988 года в окрестностях Нижневартовска. Авиалайнер Як-40 предприятия «Аэрофлот» выполнял плановый внутренний рейс SU-29674 по маршруту Нижневартовск — Тюмень — Бугульма, но через несколько секунд при взлёта из Нижневартовского аэропорта у лайнера резко снизилась мощность двигателей, а потом оне вовсе отказали (двигатели №1 и №3). Вскоре лайнер потерял скорость и начал крениться, и в результате через 91 секунду после взлёта лайнер врезался в овраг, а затем в ЛЭП и полностью разрушился.  Погибли 27 человек из 31 — 27 пассажиров и 4 членов экипажа, выжили 4, получив ранения. 

## Самолёт
Як-40 с бортовым номером СССР-87549 (заводской — 9531442, серийный — 42-14, выпущен Саратовским авиазаводом в 1975 году), на момент катастрофы имел 13 978 часов налёта и 14 766 циклов «взлёт-посадка».

## Экипаж
Як-40 пилотировал экипаж из 343-го лётного отряда, в состав которого входили 4 человека:
- Командир воздушного судна (КВС) — Наиль Мурадымов

- Второй пилот — С. Уваров

- Бортмеханик — Н. Нагуманов

В салоне авиалайнера работала стюардесса Земфира Мубаракшина

## Катастрофа
24 января 1988 года рейс 29674 с 27 пассажирами и 4 членами экипажа выполняет Як-40 борт СССР-87549, который летел из Нижневартовска в Бугульму с промежуточной остановкой в Тюмени.
В 18:50 местного времени самолёт начал взлёт из Нижневартовского аэропорта. Но уже при разгоне по ВПП при скорости 150 км/ч бортмеханик заметил, согласно речевому самописцу, что сработало табло «воздушный стартер открыт». Затем сразу после отрыва от полосы упали обороты КВД в двигателях № 2 и 3 (средний и правый соответственно), а ещё через секунду и в двигателе № 1 (левый). Далее двигатели № 1 и 3 отключились, а у двигателя № 2 обороты сперва упали до 74 %, а затем он вновь перешёл во взлётный режим. Як-40 в это время поднялся до высоты 35 метров. Потеряв тягу двух из трёх двигателей, авиалайнер начал терять скорость и уходить в крен. 
Через 91 секунду с момента отрыва от полосы в 18:50 местного времени (16:50 МСК) он в 1800 метрах от её торца и в 18 метрах правее её оси задел деревья. Через 87 метро в с креном 60° Як-40 врезался в склон оврага, а затем в ЛЭП и полностью разрушился.
Температура воздуха в это время составляла −18°С. При этом аварийно-спасательные работы проводились неудовлетворительно и место падения было найдено только спустя 5 часов. К тому времени в живых остались только 4 пассажира. Остальные 4 члена экипажа и 23 пассажира погибли.

## Причины
Комиссия не установила точную причину, почему обороты двигателей упали меньше необходимого для полёта по горизонтальной траектории во взлётной конфигурации. Есть лишь две основных версии:
1. Когда бортмеханик обнаружил включение сигнального табло «воздушный стартер открыт», то он перевел РУДы всех двигателей на малый газ, выключив затем крайние двигатели установкой РУДов на «стоп», либо в данной ситуации двигатели сами отключились из-за резкого изменения параметров работы. Так как в этот момент взлёт прерывать было нельзя, то командир дал команду бортмеханику переместить РУДы во взлётный режим, либо сам это сделал.
2. В топливной системе из-за попадания воздуха возникла воздушная пробка. Это либо привело к падению оборотов двигателей, а затем их самовыключению, либо экипаж, заметив отказ двигателей, сам переместил РУДы, что также привело к самовыключению двигателей.